# Small CD-Writer
Small CD-Writer — безкоштовна програма для запису CD і DVD дисків. Працює на комп'ютерах під управлінням операційної системи Microsoft Windows.

## Можливості
- Підтримка запису даних на CD і DVD
- Створення ISO-образу диска
- Запис диска з ISO-образу
- Робота з дисками які можна перезаписувати та мультисесійними дисками (версія 1.4 містить незначні помилки при створенні багатосесійних дисків)
- При натисненні кнопки «Інфо», можна виявити інформацію про сесію диска, навіть якщо в системі він визначився як порожній.
- Запис виділених файлів простим способом — правою клавішею миші при натисканні меню → «відправити» → на Small CD-Writer.

Наразі сайт програми недоступний. При заході на офіційну офіційну сторінку виводиться повідомлення про помилку 404. Створений неофіційний сайт http://small-cd-writer.com [Архівовано 29 липня 2011 у Wayback Machine.], де можна безкоштовно скачати програму Small CD-Writer.

## Особливості
- Малий розмір — 420Кб.
- Простота використання.
- Програма не вимагає інсталяції і складається з одного виконуваного файлу.